# Kina (munt)
De Papoea-Nieuw-Guinese kina is de munteenheid van Papoea-Nieuw-Guinea. Eén kina is honderd toea. In een van de nationale talen van Papoea-Nieuw-Guinea, Pisin, betekent kina parelschelp.
De volgende munten worden gebruikt: 5, 10, 20, 50 toea en 1 en 2 kina. Het papiergeld is beschikbaar in 2, 5, 10, 20, 50 en 100 kina.